# Platte wielwebspin
De platte wielwebspin (Nuctenea umbratica) is een spinnensoort uit de familie van de wielwebspinnen (Araneidae). De wetenschappelijke naam van de soort werd, als Araneus umbraticus, in 1758 gepubliceerd door Carl Alexander Clerck.

## Biotoop
De spin komt vooral voor vlak bij gebouwen, in spleten of onder losse schors van bomen. De soort wordt aangetroffen in Centraal-Europa en verder oostelijk tot in Iran.

## Uiterlijk
Platte wielwebspinnen zijn zeer breed en plat. De kleur varieert van roodbruin en grijsbruin tot zwart. Er is een bladvormige vlek op het achterlijf aanwezig.
De vrouwtjes worden tot 15 mm lang, de mannetjes tot 8 mm.

## Levenswijze
In de avond bouwen ze hun wielvormige web, dat soms wel meer dan 70 cm groot wordt. Er loopt een signaaldraad van het web naar zijn schuilplaats. Overdag verstopt hij zich onder losse boomschors of in schorsspleten, en in scheuren in muren van gebouwen. Na de schemering, zit ze in het midden van het web. Geslachtsrijpe dieren kunnen voornamelijk worden waargenomen van juli tot oktober. De vrouwtjes overwinteren in ieder geval onder boomschors en soortgelijke structuren.